# Ходора (Јаши)
Ходора (рум. Hodora) насеље је у Румунији у округу Јаши у општини Котнари. Oпштина се налази на надморској висини од 103 m.

## Становништво
Према подацима из 2002. године у насељу је живело 1572 становника, од којих су сви румунске националности.